# ヘーネル RS9
ヘーネル RS9は、.338ラプア・マグナム(8.6x70mm)弾を使用するボルトアクション式精密射撃用ライフルとして、ヘーネル（C.G. Haenel GmbH）社により2009年に開発された。テューリンゲン州ズール市に所在するへーネル社は、1840年に創業したハンティング用途、競技用の精密射撃用ライフルを手掛けるメーカーである。
ドイツ連邦軍は2016年に、特殊部隊狙撃手向けの新たな精密火器として、RS9をG29として選定した。

## 概要
本銃は、7.62x51mm NATO弾を使用するRS8シリーズから派生し、.338ラプア・マグナム(8.6x70mm)弾を使用するボルトアクション式の精密射撃用ライフルとして、2009年に開発された。
ボルトヘッドに3本ずつ2列に並んだ計6本のボルトラグにより、60度のボルト回転で薬室を閉鎖する構造である。
銃床のシャーシは、アルミニウム合金製で、レシーバーを接合する台座が備えられている。
銃身は、全長690mm、254mm（10インチ1回転）のツイストレートを持つ、冷間鍛造製の銃身が装着され、アクセサリー無しの状態で7.54kgの重量である。
10〜20ニュートンの範囲でトリガープル重量を調整できる、2ステージトリガーを備え、弾薬は10発箱型弾倉から供給される。
レシーバーおよび前部銃床の上にピカティニーレールを備え、前部銃床の左右と下側にも短いレールマウントを装備する。長さ調節可能な後部銃床は折り畳み式で、高さ調節可能なバットプレートと高さ調節可能なチークピースを備える。後部銃床の下側には調整可能なモノポッドが備えられ、前部銃床の前端に高さ調節可能なバイポッドを備える。
G29に装着する装備品として、ドイツのシュタイナー(Steiner)社製のT5Xi 5-25x56望遠スコープと、スイスのブリュッガー&トーメ(Brügger&Thomet)社製のサプレッサーが付属する。
ドイツ連邦軍によるG29の選定に向けた動きは2014年2月から始まり、選定に当たり2014年に5挺、2015年に追加で4挺の計9挺のRS9がトライアル目的で調達され、2016年2月にヘーネル RS9が契約を勝ち取った。総計124挺のG29の調達が求められ、残り115挺は2016年度中に調達され、調達額は229万ユーロ(＝約2.9億円) と見られる。
G29は、ドイツ連邦軍にとり.338ラプア・マグナム弾を使用する初めての事例であり、.300ウィンチェスターマグナム弾を使用するG22を代替するものとして、陸軍特殊部隊と海軍特殊部隊に配備された。

## 派生品

### RS8
7.62x51mm NATO弾を使用する精密射撃用ライフルであり、2008年に開発された。
銃身全長は600mmと510mmの2種類が用意されるが、どちらも305mm（12インチ1回転）のツイストレートを持つ。更にサイレンサー付のモデルでは、203mm（8インチ1回転）のツイストレートを持つ、全長387mmの銃身も用意される。

## 採用国
ドイツ ドイツ連邦軍 陸軍特殊部隊、海軍特殊部隊